# Beaumont-Pied-de-Bœuf, Mayenne

Beaumont-Pied-de-Bœuf este o comună în departamentul Mayenne, Franța. În 2009 avea o populație de 205 de locuitori.